# Karl Andersson (filmfotograf)
Karl Andersson, född Karl Bernhard Andersson 9 februari 1899 i Stockholm, död 4 juli 1967 i Stockholm, var en svensk filmfotograf.
Andersson arbetade som filmfotograf i Stockholm 1914-1930, hos Fotorama i Köpenhamn 1930-1937, vid ASA Film 1937-1940, Palladium 1940-1946, Dansk Film Co. 1946-1950, Politikens Filmjournal 1950-1955, frilans 1955-1962,  och slutligen vid Nordisk Films Teknik 1962-1967.

## Filmfoto i urval
- 1960 - Gustaf Wasa (Gustaf Wasa del I och II från 1928 ihopklippta)
- 1940 – Västkustens hjältar
- 1938 – Svensson ordnar allt!
- 1938 - Kloka gubben
- 1938 – Julia jubilerar
- 1928 - Gustaf Wasa del II
- 1928 - Gustaf Wasa del I